# Richard Oteng Mensah
Richard Oteng Mensah, född 14 september 1981, är en ghanansk före detta fotbollsspelare.
Han började spela fotboll i ghananska KFC Samosa FC. Mensah spelade för Malmö FF mellan 1998 och 2001. Han debuterade för klubben den 14 maj 2001 i en 0–6-hemmaförlust mot IFK Göteborg, där han i den 77:e minuten blev inbytt mot Peter Ijeh. Han har efter detta spelat för nederländska division 3-klubben SC Voorland. Han provspelade i början av 2010 för IFK Mariehamn i finska ligan vilket dock inte ledde till något kontrakt.